# Сауэ (волость, 2017)
Са́уэ (эст. Saue vald) — волость в Эстонии, в составе уезда Харьюмаа. Образована в 2017 году. Административный центр — город Сауэ.

## География
Волость Сауэ является самой населённой материковой волостью Эстонии. Площадь волости составляет 628,44 км², плотность населения на 1 января 2024 года — 41,5 чел/км². Её соседями являются город Таллин, волости Саку, Кохила, Мярьямаа, Ляэне-Нигула, Ляэне-Харью, Харку и город Кейла. Через волость проходят несколько важных транспортных сетей: шоссе Таллин—Пярну, шоссе Таллин—Хаапсалу и железная дорога Таллин—Рийзипере.
Крупнейшие реки волости: Кейла и Вяэна.
Расстояния от административного центра волости — города Сауэ: до центра Таллина около 20 км, до Пярну — 113 км, до Тарту — около 195 км. По территории волости протекают реки Кейла, Вяэна и Пяэскюла.

## История
Волость Сауэ была образована в результате административно-территориальной реформы 24 октября 2017 году путём объединения города Сауэ и бывших волостей Сауэ, Керну и Нисси. Старейшиной волости является Андрес Лайск (Andres Laisk), председателем волостного собрания — Харри Паюнди (Harry Pajundi).
Историческое русское название волости Сауэ во времена Российской империи — Фридрихсгофская волость, волость Фридрихсгоф (нем. Friedrichshof, Gemeinde).

## Символика
Герб: красный щит, на котором в крестообразной форме изображены четыре серебряных дубовых листа и жёлуди. Герб символизирует объединение сил четырёх самоуправлений, плодотворную работу и продолжение традиций. Красный цвет отсылает к гербу Харьюмаа и символизирует расположение волости в этом уезде. Если при изображении герба нет возможности использовать серебристый цвет, в качестве замены используется белый.
Флаг: красный квадрат с соотношением ширины и длины 1:1, на котором изображены четыре серебряных перекрещённых дубовых листа с желудями. Нормальный размер флага 105 x 105 см.

## Населённые пункты

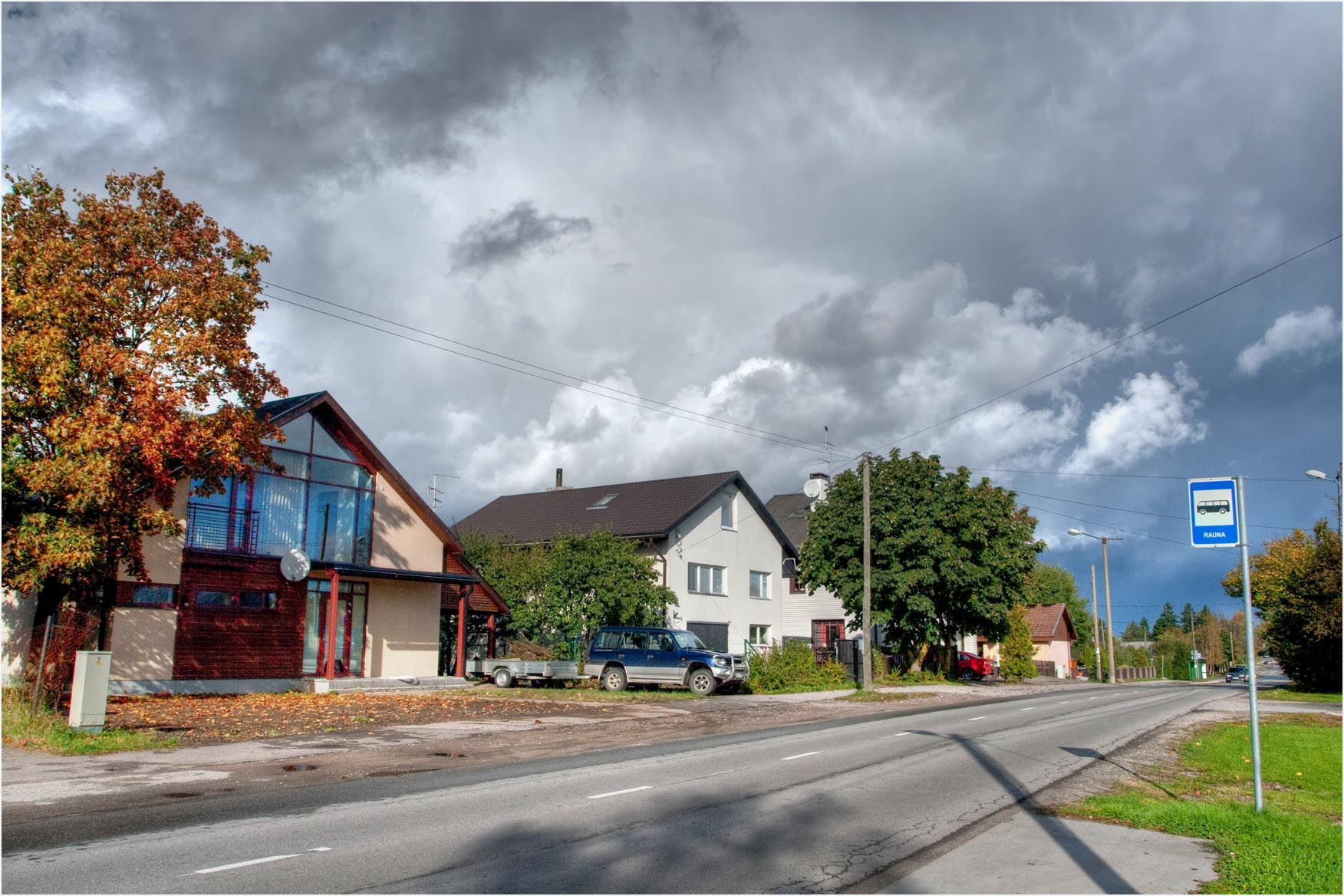
Улица Тыкке в городе Сауэ

В состав волости входят 1 город, 3 посёлка и 50 деревень.
ГородСауэ.
ПосёлкиЛаагри, Рийзипере, Турба.
ДеревниАйла, Аллика, Аллику, Аудэ, Валингу, Ванамыйза, Ванси, Ватсла, Вилумяэ, Вирукюла, Йыгисоо, Каазику, Кабила, Керну, Кибуна, Кийа, Кирикла, Кивитамми, Кохату, Койду, Коппельмаа, Кустья, Лайтсе, Лепасте, Лехету, Мадила, Майдла, Метсанурга, Муналаскме, Мусту, Муузика, Мынусте, Нурме, Одулемма, Похла, Пюха, Пяллу, Пяринурме, Рехемяэ, Руйла, Сиймика, Табара, Тагаметса, Туула, Хайба, Хингу, Хюйру, Элламаа, Ээсмяэ, Юрьясте, Яаника.

## Статистика
Данные Департамента статистики о волости Сауэ:

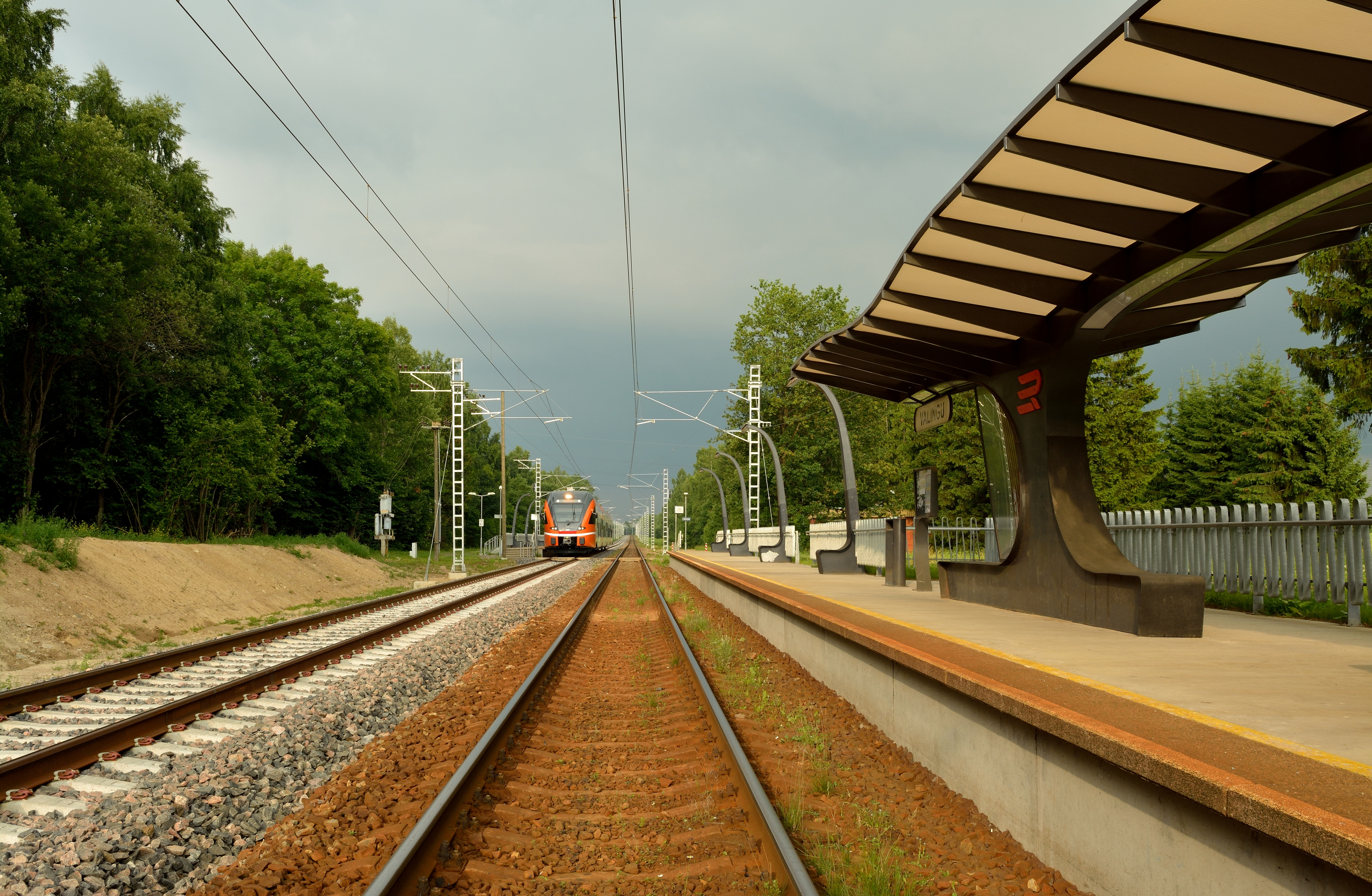
Железнодорожная станция Валингу

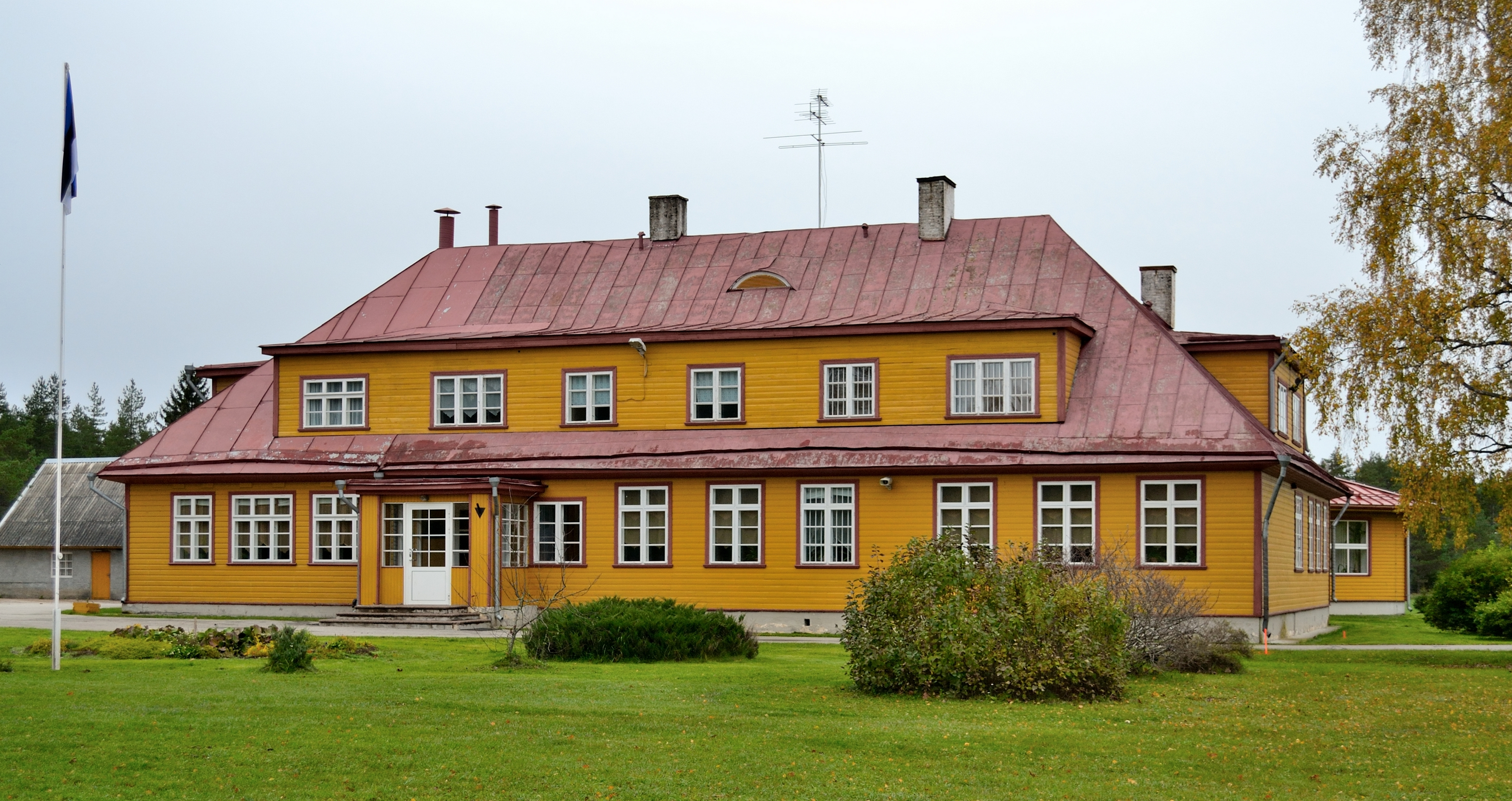
Основная школа Керну

Число жителей на 1 января каждого года:
| Год  | 2015   | 2016     | 2017     | 2018     | 2019     | 2020     | 2021     | 2022     | 2023     | 2024     |
| ---- | ------ | -------- | -------- | -------- | -------- | -------- | -------- | -------- | -------- | -------- |
| Чел. | 20 428 | ↗ 20 852 | ↗ 21 213 | ↗ 21 406 | ↗ 22 050 | ↗ 22 929 | ↗ 23 790 | ↗ 24 110 | ↗ 25 370 | ↗ 26 079 |

Число рождений (живорождённых):
| Год  | 2016 | 2017  | 2018  | 2019  | 2020  | 2021  | 2022  | 2023  |
| ---- | ---- | ----- | ----- | ----- | ----- | ----- | ----- | ----- |
| Чел. | 270  | ↘ 242 | ↗ 294 | ↗ 298 | ↗ 304 | ↗ 357 | ↘ 303 | ↘ 251 |

Число умерших:
| Год  | 2016 | 2017  | 2018  | 2019  | 2020  | 2021  | 2022  | 2023  |
| ---- | ---- | ----- | ----- | ----- | ----- | ----- | ----- | ----- |
| Чел. | 155  | ↗ 178 | ↗ 181 | ↗ 194 | ↘ 185 | ↘ 184 | ↗ 206 | ↘ 162 |

Зарегистрированные безработные*:
| Год  | 2015 | 2016 | 2017 | 2018 | 2019 | 2020 | 2021 | 2022 | 2023 |
| ---- | ---- | ---- | ---- | ---- | ---- | ---- | ---- | ---- | ---- |
| Чел. | 288  | 296  | 338  | 354  | 382  | 446  | 844  | 799  | 796  |

*2015—20191 годы — среднегодовое число, с 2020 года — на 1 января.
Средняя брутто-зарплата работника:
| Год  | 2015 | 2016   | 2017   | 2018   | 2019   | 2020   | 2021   | 2022   |
| ---- | ---- | ------ | ------ | ------ | ------ | ------ | ------ | ------ |
| Евро | 1241 | ↗ 1316 | ↗ 1403 | ↗ 1499 | ↗ 1587 | ↗ 1667 | ↗ 1780 | ↗ 1931 |

В 2019 году волость Сауэ занимала 6 место по величине средней брутто-зарплаты среди 79 муниципалитетов Эстонии.
Число учеников в школах:
| Год  | 2015 | 2016   | 2017   | 2018   | 2019   | 2020   | 2021   | 2022   | 2023   | 2024   |
| ---- | ---- | ------ | ------ | ------ | ------ | ------ | ------ | ------ | ------ | ------ |
| Чел. | 2300 | ↗ 2413 | ↗ 2522 | ↗ 2647 | ↗ 2750 | ↗ 2890 | ↗ 3022 | ↗ 3249 | ↗ 3500 | ↗ 3599 |

## Инфраструктура

### Образование
В волости работает 10 детсадов и 9 общеобразовательных учреждений: гимназия Сауэ, гимназия Пяэскюла, основная школа Ээсмяэ, школа Турба, основная школа Нисси, основная школа Керну, основная школа Руйла, школа Лаагри, школа Салу для детей с особыми потребностями. В посёлке Сауэ работает музыкальная школа.

### Медицина и социальное обеспечение
В волости работает 5 учреждений, предоставляющих первичные медицинские услуги: центр семейных врачей Сауэ, центр семейных врачей Лаагри, Riisipere Medicum, Turba Medicum, Haiba Mеdicum. Услуги по уходу и другие услуги социального обеспечения предоставляют: Дневной центр Сауэ, клуб Male-Kabeklubi в Сауэ, Общество Bereginja, Городское общество инвалидов Сауэ, Общество Tammetõru.

### Культура, досуг и спорт
На территории волости работают 9 библиотек. Волостная управа издаёт бесплатную газету Saue Valdur, которая выходит 24 раза в год.
Досуг жителей волости организуют и культурные услуги предоставляют: 
- Школа по интересам Лаагри (10 различных кружков для детей, курсы для взрослых и подготовительные курсы для учащихся 9-х классов)[28];
- Центр по интересам Сауэ (10 кружков для детей, курсы рисования и курс керамики для взрослых и Семейная комната глины)[29];
- Центр культуры Лаагри;
- Центр культуры Рийзипере;
- Народный дом Хайба[30];
- Общество пожилых женщин “Pihlamari” (кружки: гимнастика, рукоделие, поварское искусство; совместные мероприятия: экскурсии, праздники)[31];
- Объединение пенсионеров деревни Ээсмяэ Sügis (кружки: танцевальный, керамики, разговорный, рукоделия; совместные мероприятия: День Богоявления,

День Сретения Господня, Женский день, День рождения осени, Рождество, юбилейные дни рождения), 
- Объединение пенсионеров  деревни Хюйру Sügiskuld (кружки: пение, рукоделие, гимнастика, совместные праздники: День Матери, Праздник Осени, Рождество)[33];
- Общинный дом Лайтсе (кружок керамики, совместные мероприятия)[34];
- Общинный дом Майдла, расположен в живописном природном месте и предназначен для проведения различных мероприятий и праздников: день рождения, свадьба, корпоратив, семинар и др. В главном доме зал на 50 человек. Во дворе расположено второе здание, которое подходит для проведения мероприятий, рассчитанных на 80-100 человек. Также на территории общинного дома есть певческая сцена и игровая площадка[35];
- Дом культуры Турба (кружок жемчуга для молодёжи и ансамбль Cantus)[36];
- Молодёжный центр в городе Сауэ — крупнейший в волости;
- Молодёжный центр Exit в Ээсмяэ; работа с молодёжью также организована в Лайтсе, Хайба, Рийзипере и Турба[37].

Несмотря на то, что Эстонская Республика никак не регулирует финансирование образования по интересам и не предусматривает его поддержку, некоторые волости, и в их числе волость Сауэ, считают необходимым поддерживать из своего бюджета деятельность частных школ по интересам и спортивных клубов для детей и молодёжи волости. С ноября 2014 года размер финансовой поддержки составляет 16 евро на одного ребёнка в месяц, при условии, что по крайней мере один из родителей ребёнка являлся зарегистрированным жителем волости Сауэ по состоянию на конец предыдущего года.
Спортивные учреждения и клубы:
- Спортхол Сауэ;
- Спортивный центр Сауэ;
- Спортхолл Лаагри;
- Клуб народного спорта Kuuse в посёлке Лаагри;
- спортзал Народного дома Керну;
- Целевое учреждение культуры и спорта Ээсмяэ[39].

## Экономика
По состоянию на конец 2016 года на территории, которая в ходе административной реформы составила новую волость Сауэ, в регистр было внесено 2774 предприятия. Проведённый анализ показал, что активными, то есть создающими реальные рабочие места, из них являются 637 предприятий, на которых имеется 7153 рабочих места.
Крупнейшие работодатели волости по состоянию на 31 декабря 2019 года: 
| Предприятие/организация               | Вид деятельности                                                                   | Численность работников |
| ------------------------------------- | ---------------------------------------------------------------------------------- | ---------------------- |
| Terve Pere Apteek OÜ                  | Деятельность аптек                                                                 | 575                    |
| Hesepeople OÜ                         | Деятельность организаций по работе с персоналом                                    | 549                    |
| Harmet OÜ                             | Производство складных деревянных строений и их элементов                           | 549                    |
| E-Betoonelement AS                    | Производство монтируемых бетонных строений и их элементов                          | 258                    |
| Karl Storz Video Endoscopy Estonia OÜ | Производство медицинских и стоматологических инструментов, а также материалов      | 242                    |
| Волостная управа Сауэ                 | Деятельность органов государственного управления                                   | 181                    |
| Magnum Logistics OÜ                   | Складское хозяйство                                                                | 175                    |
| Plastone OÜ                           | Производство прочих пластмассовых изделий                                          | 162                    |
| Lantmännen Unibake Estonia AS         | Производство сухарей и печенья; производство хлебопекарских изделий с консервантам | 151                    |
| Tamro Eesti OÜ                        | Оптовая торговля лекарствами и прочими фармацевтическими товарами                  | 125                    |
| Fors MW AS                            | Производство трейлеров, полуприцепов и контейнеров                                 | 116                    |
| Neiser Group AS                       | Производство мебели                                                                | 115                    |
| Saue Production OÜ                    | Производство пряностей и соусов                                                    | 111                    |
| Santa Maria AS                        | Производство пряностей и соусов                                                    | 97                     |
| Sagro AS                              | Выращивание овощей (в т.ч. бахчевых), корнеплодных и клубнеплодных культур         | 80                     |
| Diapol Granite OÜ                     | Производство изделий из гранита, мрамора и прочего натурального камня              | 70                     |

## Достопримечательности и туризм
Памятники культуры:

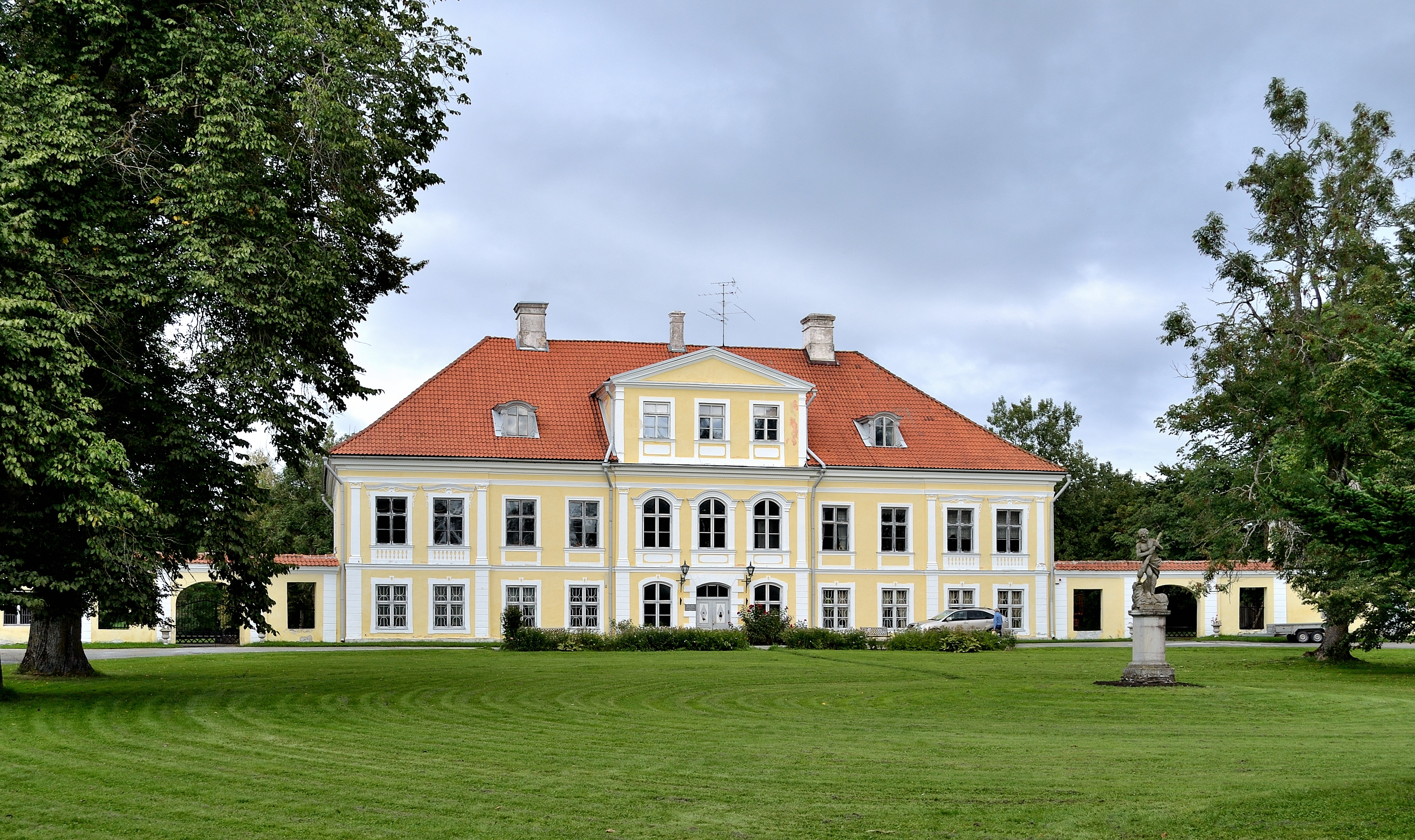
Главное здание мызы Фридрихсгоф (Сауэ)

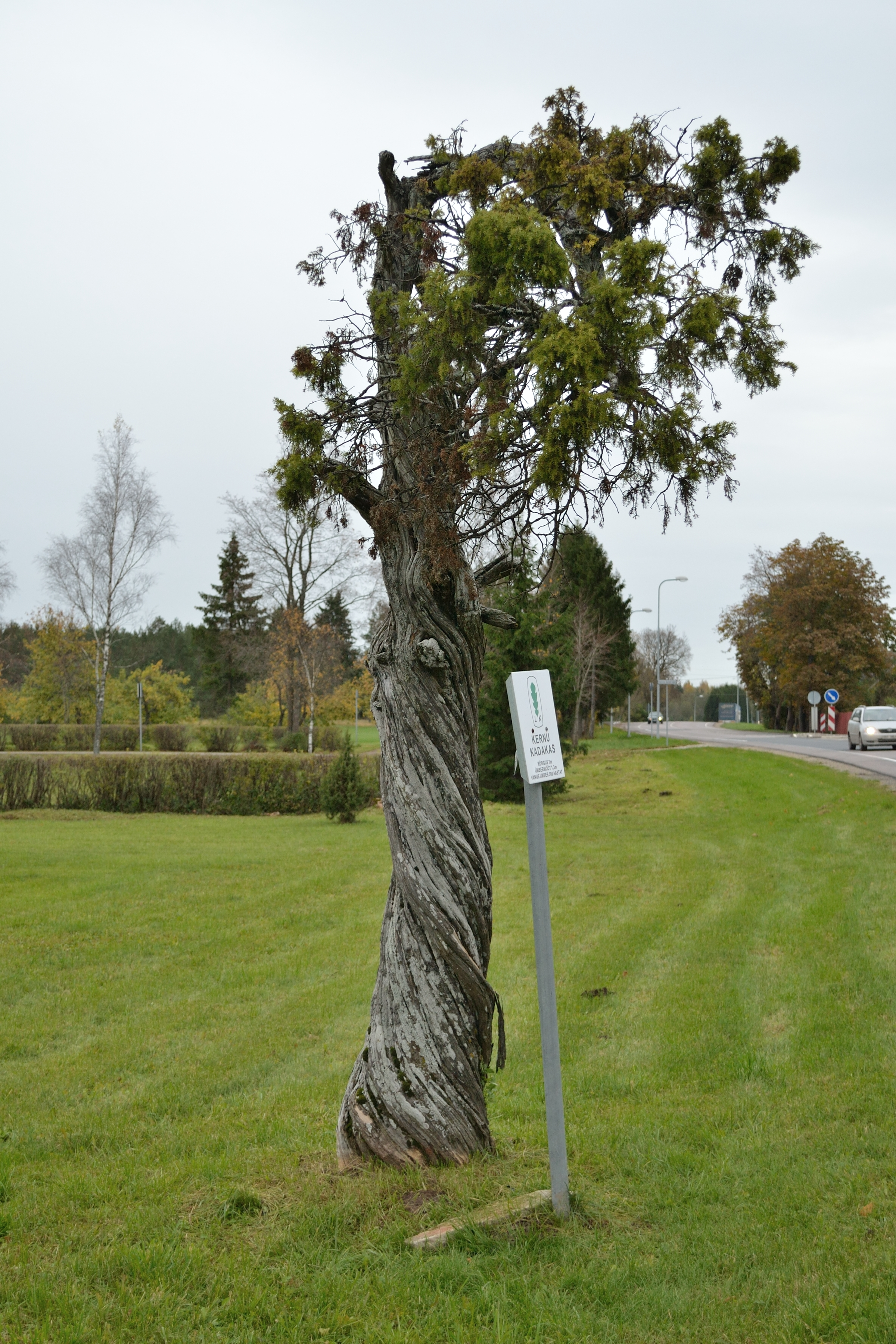
Можжевельник Керну

- церковь Нисси (церковь Святой Марии) в Рийзипере;
- электростанция Элламаа, построена в 1923 году по проекту архитектора Александра Владовского. В качестве топлива использовался местный торф; в 1941 году была взорвана, позже восстановлена; снабжала электроэнергией Западную Эстонию; закрыта в 1966 году как морально устаревшая[43];.
- мыза Фридрихсгоф (Сауэ);
- мыза Кирна (Керну);
- замок Лайц (мыза Лайтсе);
- мыза Новый Ризенберг (Рийзипере);
- мыза Эссемягги (Ээсмяэ);
- Памятник Эстонской освободительной войне в Рийзипере;
- Оборонительные сооружения морской крепости Императора Петра Великого в деревне Пюха.

Другие достопримечательности:
- Музей мотоспорта в посёлке Турба;
- коллекция старинных машин в тематическом парке LaitseRallyPark;
- парк домашних животных на хуторе Сеппами;
- верховая езда на хуторе Калаоя;
- «Гранитная вилла» в Лайтсе, принадлежащая эстонскому скульптору Тауно Кангро. На нижнем этаже исторического здания из бутового камня есть два больших зала для проведения различных коллективных мероприятий, на верхнем этаже – номера-люкс для тех, кто хочет переночевать на вилле. Вокруг Гранитной виллы раскинулся сад с 16 скульптурами, созданными хозяином виллы. На вилле также проводятся модельные и художественные мастер-классы для тех, кто никогда не держал в руках пластилина или кисточки для рисования[45].

На территории волости находятся несколько природоохранных территорий (заповедники Сууре-Ару, Руйла, Тагаметса, Оркъярве и др.) и 12 природоохранных объектов, в их числе можжевельник Керну (см. статью Керну (деревня)) и ледниковый валун Укукиви.

## Галерея

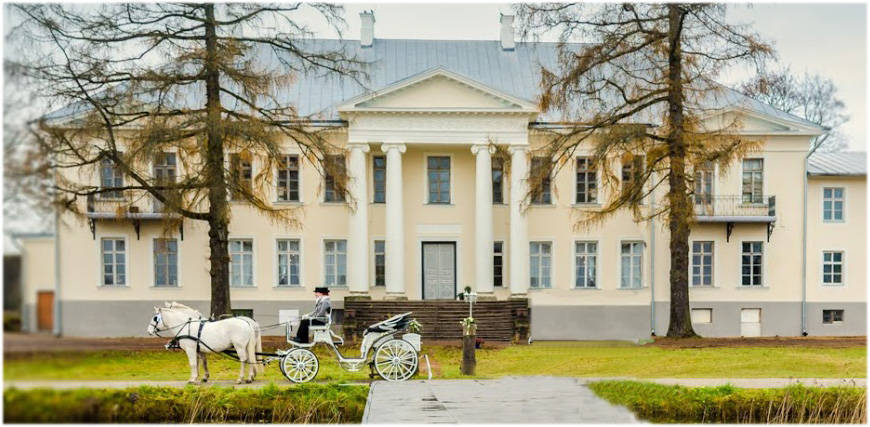
Мыза Кирна (Керну)
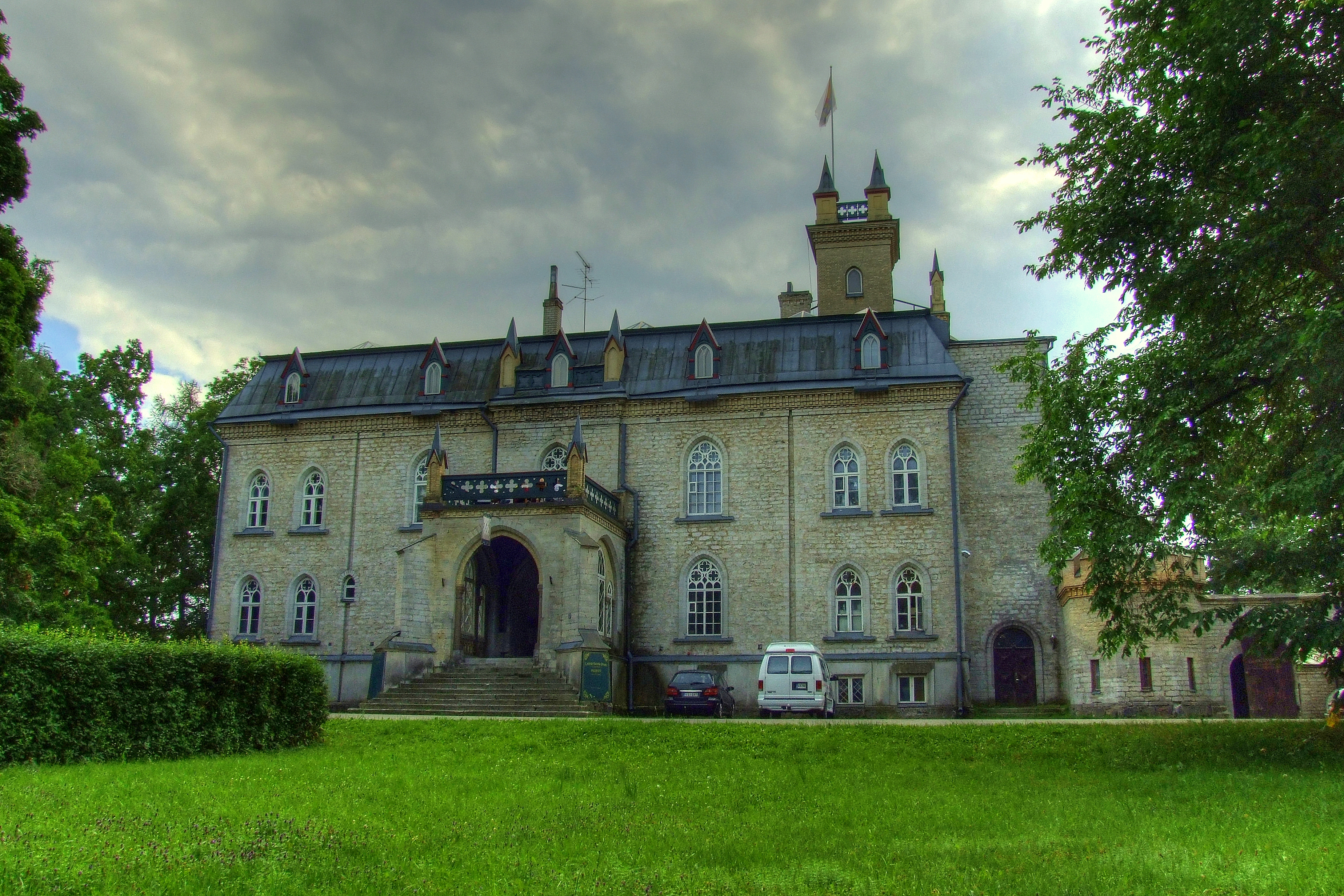
Замок Лайц (Лайтсе)
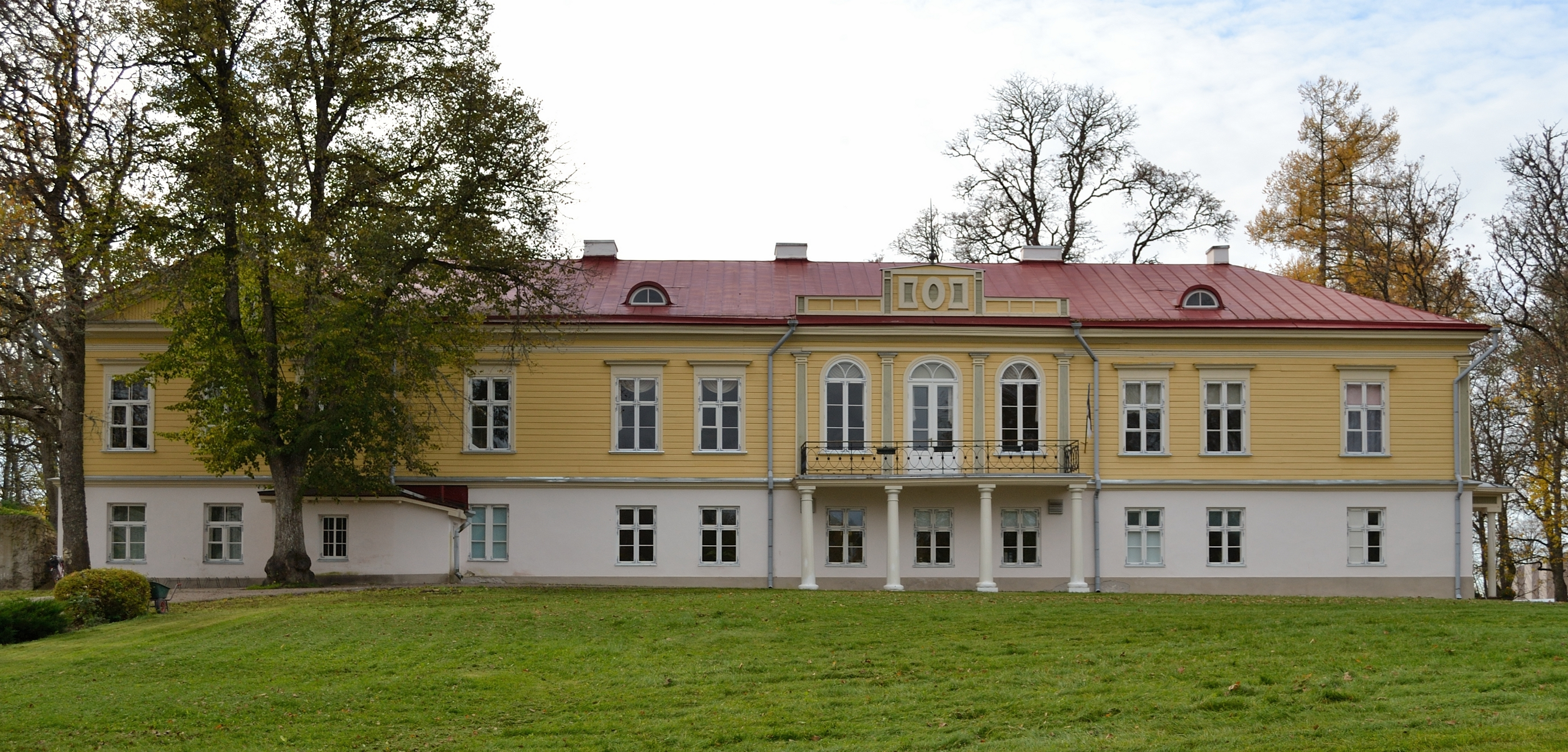
Главное здание мызы Руйль (Руйла)
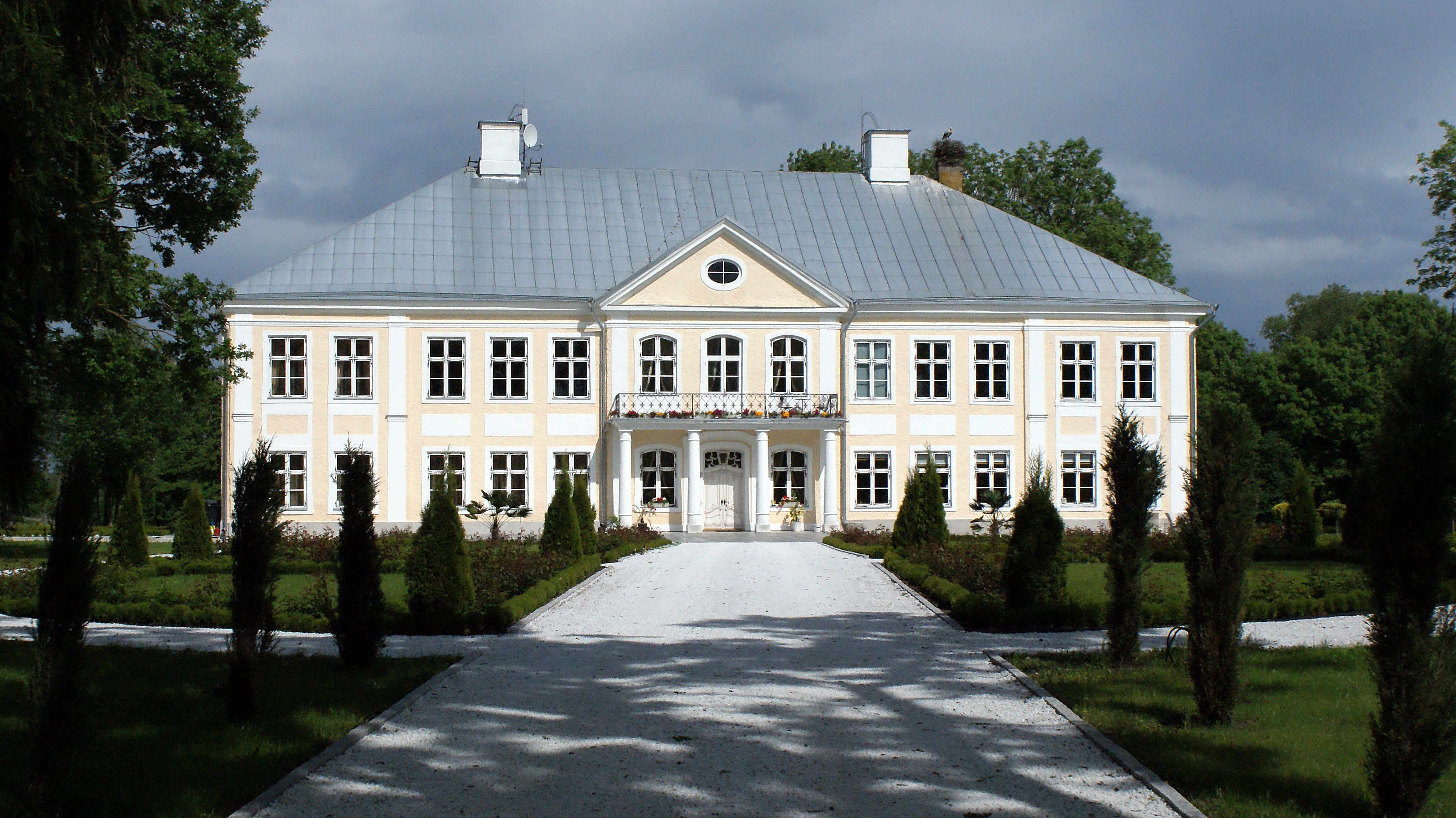
Главное здание мызы Эссемягги (Ээсмяэ)
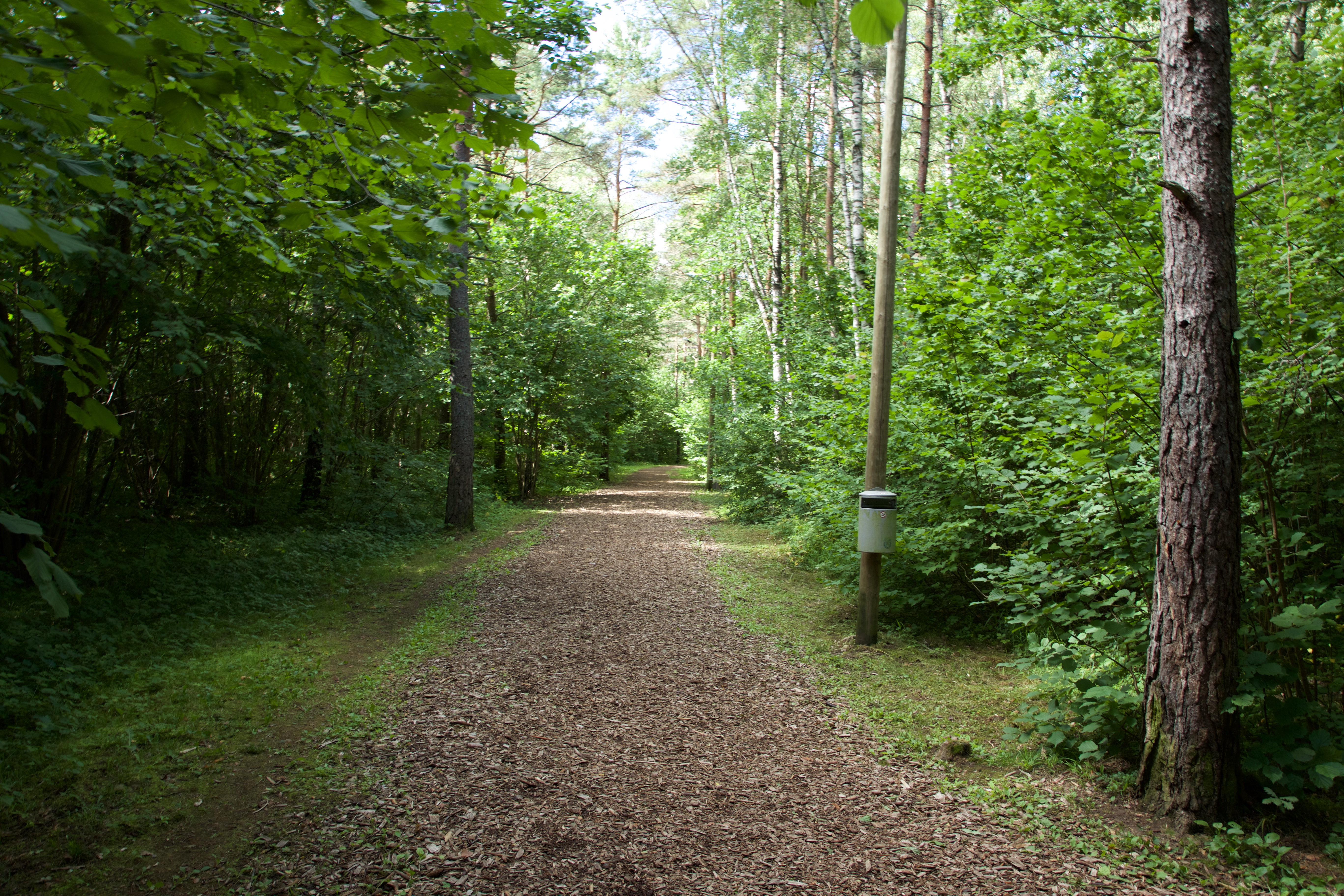
Лесопарк в городе Сауэ
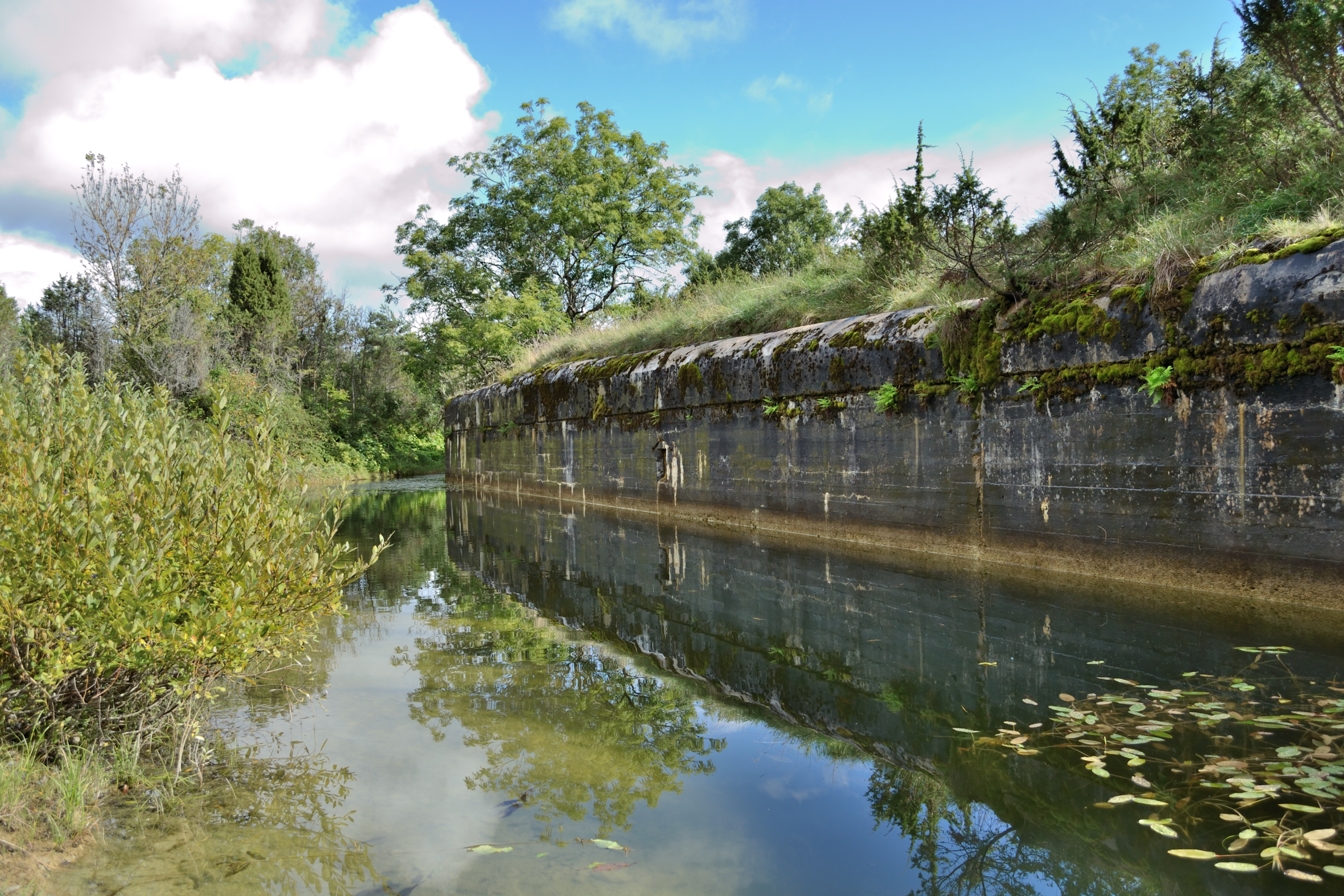
Остатки морской крепости Императора Петра Великого